# تدرو (اوهایو)
تدرو (به انگلیسی: Tedrow) یک منطقهٔ مسکونی در ایالات متحده آمریکا است که در اوهایو واقع شده‌است. تدرو ۰٫۸۳ کیلومتر مربع مساحت و ۱۷۳ نفر جمعیت دارد و ۲۳۴٫۰۹ متر بالاتر از سطح دریا واقع شده‌است.